# ステム (自転車)

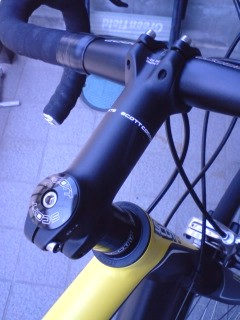
アヘッドステム（ロードバイク）

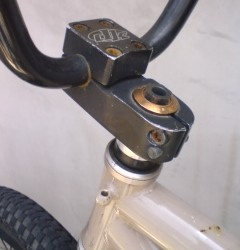
アヘッドステム（BMX）

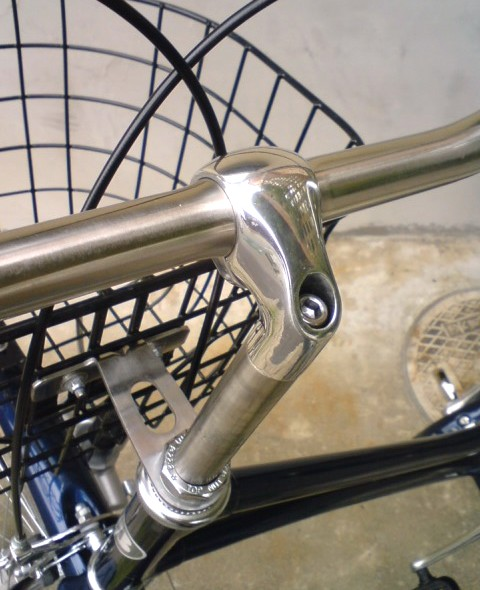
スレッドステム（軽快車）

ステム（英: stem）は自転車の部品の一つ。フロントフォークの上端とハンドルバーの真ん中をつないでいるパイプ状の部品。ハンドルの動きをフロントフォークを通して前輪に伝える。ステムの形状がフレームとハンドルバーの位置関係を決定している。素材はアルミ合金またはクロームモリブデン鋼が主流であるほか、ロードバイクにおいてはCFRP（カーボン繊維）を使用したものもある。

## 歴史
ベロシペード、ペニー・ファージングのように初期の自転車はフロントフォークから直接ハンドルにつながっており、いつから現在のステムのような形状になったのかははっきりとは分かってはいない。安全型自転車にもその傾向は見られずロードスターになって現在の形状に近くなっている事から、基本的に受注生産に近かった安全型自転車から大量生産されたロードスターへと時代が変わり、ステムとヘッドパーツの径が規格化され、ステムがハンドルとフロントフォークから独立した、交換できうる部品となった結果、競技用自転車においても個人に合わせてステムの長短によって微調整できるようになったものと思われる。

## 種類
ステムには以下の2種類がある。ハンドルバーの固定方法に大差なく、フロントフォークへの固定方法が大きく異なる。それぞれに専用のフロントフォーク、ヘッドパーツを使用する。

### スレッドステム
クイルステムとも。スレッドステムは伝統的なステムの形態で、2000年ごろまではスポーツサイクルでも主流であったが、アヘッドタイプの台頭で数は減った。ただし、現在でも軽快車・実用車やトラックレーサーにおいては主流である。ハンドル付近から下へ細長く伸びたステムを、ステアリングコラム（フロントフォーク上部のパイプ）に差し込み、ステム頂上のボルトを締めることで下端の臼（Quill―クイル）が引き上げられ、内側から押し広げて固定される。ハンドルの高さ調整が容易であるが、固定がやや弱いため、マウンテンバイクやBMXの激しい動きには不向き。スレッド（ネジ臼）式のフロントフォーク・ヘッドパーツに対応する。臼には斜臼（しゃうす）と台形臼があり、斜臼ならボルトを緩めるだけでステムは抜けるようになるが、台形臼の場合はボルトを緩めても臼はステムに食い込んで上がったままなので、ボルトをハンマーで叩き、落としてやる必要がある。

### アヘッドステム

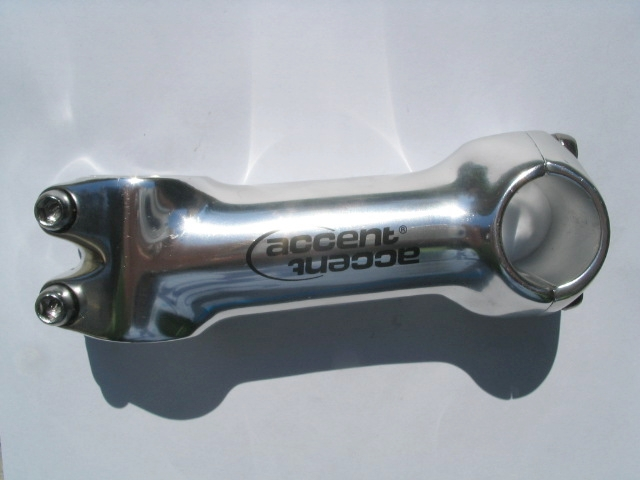
アヘッドステム

スレッドレスステムとも。アヘッドステムはスレッドステムより新しい規格である。メンテナンスが容易で高剛性かつ軽量であることから、登場とともに速やかに普及し、現在ではスポーツ自転車の大部分に採用されている。フレームのヘッドチューブを貫通したステアリングコラムが上に長く伸び、それをステムのクランプ部分で横方向から挟み固定する形態。ハンドルの高さの調整は、ステムとヘッドパーツの間に挟むスペーサーの厚みを変えることで行う。スレッドステムとは違い、ステム頂上のボルトはヘッドパーツの玉あたり調整に使用する。アヘッド式のフロントフォーク・ヘッドパーツに対応する。
サイズは1インチ（25．4mm）と1-1/8インチ（28．6mm）がある。1-1/8インチの規格は「オーバーサイズ」とも呼ばれ、現在のアヘッドステムではこちらが主流になっている。
尚、最新のロードバイクの中にはステムとドロップハンドルの一体型が出てきている。

### 互換性
スレッドステムとアヘッドステムの互換性は基本的には無いが、以下のような例外がある。
- ヘッドチューブのサイズが同じ（例：1インチのスレッドステムと1インチのアヘッドステム）場合、フォークとヘッドパーツを全交換すればスレッドステムからアヘッドステムへ、あるいはその逆への換装が可能である。
- 1インチのスレッドステムの場合、スレッドレスコンバーターと呼ばれる部品を使用することで、アヘッドステムを装着することが出来る。この際には、当該のスレッドレスコンバーターが「1インチのアヘッドステム用」なのか、「1-1/8インチのアヘッドステム用」なのかを確認し、組み合わせるアヘッドステムおよびハンドルの規格を合わせる必要がある[1]。

## 形状

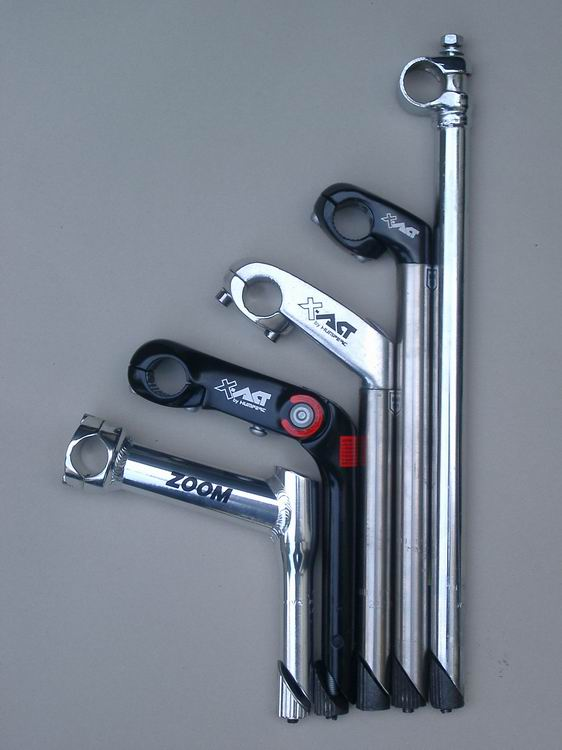
「突き出し」と「ライズ」の異なる様々なスレッドステム

ステムの形状では「突き出し」と「ライズ」が重要な要素である。この2つがハンドルバーの位置を決定し、乗り心地が大きく変わる。車種や競技種目によってある程度の傾向はあるが、体型も考慮して個人に合ったステムを使用する。

### 突き出し
突き出しとはステムの長さのこと。ハンドルとコラムの中心同士をステムに沿って結んだ距離。50mmから130mmの範囲内で、5mm刻みで設定されていることが多い。
ステムが長いと、ハンドルを持つ手が乗り手から遠くなり、前傾姿勢がきつくなる。結果空気抵抗が減少し高速走行に向くが、コントロール性は悪くなる（俊敏なハンドリング操作がしにくくなる）。
逆に短いステムではハンドルバーが体に近くなり、リラックスした姿勢になる。結果ハンドリングがよりダイレクトになる（≒操作性がよくなる）が、そのような上体が起きた姿勢では効率よく脚の筋力を出せず、高速での走行はしにくい。
一般的には、ロードバイクなど舗装路での高速走行を目的に作られた車種では長いステムを使用し、マウンテンバイクやBMXなど、不整地での走行、あるいは俊敏なコントロール性能を要する車種、およびクロスバイクなど、速度よりもリラックスした姿勢でのコンフォート（快適）走行が目的の車種では短いステムが好まれる傾向がある。

### ライズ
ステムが水平面からどれだけ角度が付いているかを示す。起き上がるほどハンドルが体に近く、高い位置になって楽なポジションに。逆に角度が下がっていくと、ハンドルバーは低く遠く、姿勢も前傾していく。
ロードバイクやクロスバイクなど、ハンドルまわりにあまり力のかからない車種では、ライズ角を自由に変えられる製品もある。また多くのアヘッドステムは天地をひっくり返して2種類のライズ角で使用できる。

### クランプ径
クランプとはハンドルやコラムなどのパイプを掴む部分であり、クランプ径は対応しているパイプの直径。スレッドステムにはコラムクランプは無く、アヘッドステムのコラムクランプ径には1インチ（25．4mm）と1-1/8インチ（28．6mm）の2種類があるが、現在では1-1/8インチがほとんどで1インチは珍しい。よって実際にバリエーションがあるのはハンドルクランプ径である。これは当然ハンドルバーの直径の規格に沿っており、22.2mm、25.4mm、26.0mm、31.8mmの4種類ある。

## サスペンション・ステム
1980年代後半から1990年代前半までフロントサスペンションがないマウンテンバイクがまだ主流であった頃リジットフレームで路面からの衝撃を吸収するためにステムにサスペンションが組み込まれていたステムが存在した。サスペンションの仕組みはスプリング、エラストマー双方がある。

## 関連規格
- JIS D 9412『自転車－ハンドル』日本規格協会。

## 注
1. ↑  現在、大半のアヘッドステムのコラム径は1-1/8インチ（28.6mm）であるが、日東のスレッドレスコンバーターはコラム径1インチ対応のため、さらにシムを追加するか、あるいは1インチのアヘッドステムを探さねばならない。またアヘッドステム購入時には、最低でもハンドルクランプ径4種、ライズ角、ステム長、組み合わせるハンドルのクランプ径を確認し、適正なポジションを設定出来る製品を選ばねばならない。